# Tiabien-Kasso
Ne doit pas être confondu avec Tiabien.
Tiabien-Kasso est une commune rurale située dans le département de Sapouy de la province du Ziro dans la région du Centre-Ouest au Burkina Faso.